# Озожин
Озожин (пол. Ozorzyn, нім. Osede) — село в Польщі, у гміні Баб'як Кольського повіту Великопольського воєводства.
Населення — 306 осіб (2011).
У 1975-1998 роках село належало до Конінського воєводства.

## Демографія
Демографічна структура станом на 31 березня 2011 року:
|          | Загалом | Допрацездатний вік | Працездатний вік | Постпрацездатний вік |
| -------- | ------- | ------------------ | ---------------- | -------------------- |
| Чоловіки | 158     | 33                 | 110              | 15                   |
| Жінки    | 148     | 28                 | 86               | 34                   |
| Разом    | 306     | 61                 | 196              | 49                   |